# Даблин (Виргиния)
Даблин (англ. Dublin) — город в округе Пьюласки  в штате Виргиния США. По данным переписи 2020 года, численность населения составляла 2682 человека.

## Население
| 2010 | 2020  |
| ---- | ----- |
| 2534 | ↗2682 |